# 河合鉄五郎
河合鉄五郎（かわい てつごろう、弘化3年（1846年） - ?）は、貫義隊隊士、新選組隊士。
国厚見郡岐阜七曲町出身。戊辰戦争が勃発した際、松平兵庫頭率いる貫義隊に入隊して江戸を脱走。会津で山口二郎（斎藤一）率いる新選組に入隊し、如来堂の戦いで離散。久米部正親らと共に敗走を続け、明治元年（1868年）10月5日に銚子で新政府軍に降伏した。